# 対々和
対々和（トイトイホー）とは、麻雀における役のひとつ。刻子を4つ作って和了した場合に成立する（槓子が含まれていてもよい）。2飜役で喰い下がりはない。「トイトイ」とも呼ばれる。

## 概要
4つの刻子がそれぞれ暗刻か明刻かを問わないため、2飜役の中でも作りやすい部類に属する。大抵は1回か2回ポンすることになるが、鳴き過ぎて手牌が短くなると防御が効きにくくなり、リーチに追いつかれて放銃するといった展開になることも少なくない。4副露して裸単騎にするのは、あまり格好の良い戦略ではないとされる。
また、手の内に3つ暗刻ができていてシャンポン待ちの聴牌になっている場合、ツモ和了すれば四暗刻という役満になるが、ロン和了の場合は最後に完成した刻子が明刻扱いとなるため、四暗刻にはならず三暗刻+対々和どまりとなる。4つの刻子がすでに手の内で完成している場合は四暗刻単騎となるので、門前での対々和が成立するのはこの「ツモり四暗刻のテンパイからロン和了したケース」だけであるが、その場合は必然的に三暗刻が複合するため、実質4飜役となり、更に符を考慮すれば（切り上げ満貫を採用していなくても）満貫以上が確定することになる（最低でも副底20符＋門前ロン10符＋中張牌暗刻3組12符＋中張牌明刻2符＝44符→切り上げ50符となるため）。
定義上順子系の役とは複合しないため、対々和と複合する役は限られている。しかし、役牌やドラと組み合わることで、労せずして満貫や跳満につながることも多い。頻繁に見られるのは役牌との複合であり、特にダブ東やダブ南といった連風牌であれば合わせて4飜以上となり効果的である。これにドラが加わればそれなりに強力な和了になる。混一色や清一色、三暗刻、あるいはタンヤオとの複合も可能で、この場合もやはりドラの有無が手作り・得点のキーポイントになる。まれに三槓子とも複合するが、滅多に見られない（槓子が4つできれば四槓子という役満になり対々和は消える）。なお、混老頭や字一色は七対子の形でなければ必ず対々和の形になり、清老頭は使用可能な牌種が6種類しかないことから必ず対々和の形になる。

## 歴史
麻雀の歴史の初期からある役であり、中国麻雀では「碰々和(ポンポンフー)」と呼ばれている。対々和の名称はかつてはポンを対(トイ)とも発声していたことに由来する。当初は4符の符役、のちのアルシーアル麻雀では1翻役であった。

## 牌姿の例
（例）副露したケース
待ちはとのシャンポン。
この例では、確定している符は副底20符＋ポン4符＋暗刻4符＋ポン2符の合計30符で、和了り方により追加される符を計算してみると、
ツモ - 暗刻4符＋ツモ2符（＋雀頭2符）
ロン - 明刻2符（＋雀頭2符）
ツモ - 暗刻8符＋ツモ2符
ロン - 明刻4符
が役牌であろうとなかろうと、どの和了り方でも40符となる。もっとも、が役牌であればのツモまたはロンで3飜となるが。
（例）メンゼンのケース
これもとのシャンポン待ち。上の例と同じ牌構成だが、門前でのテンパイであり、ツモ和了すれば四暗刻になる。ロン和了だった場合は最後の刻子が明刻扱いとなるため四暗刻は成立せず、和了役は対々和・三暗刻となる。
（例）対々にならない待ちがあるケース
この手は一見とのシャンポンに見えるが、実際には待ちである。
萬子部分を下図のように分解してみると、
   
単純なシャンポン待ちではなくのリャンメン待ちにもなっていることが分かる。が待ちに含まれることに気付かず自ら切ってしまっていたり見逃してしまっている場合、それぞれフリテンあるいはリーチ後のフリテン、同巡内フリテンになってしまうので注意が必要である。
また、このような牌姿は得点的にも落差が大きく、かをツモれば四暗刻になるが、のロン和了ではタンヤオ+一盃口で2飜40符、子2600点/親3900点にしかならない。
この手はまたはの暗槓によって対々にならないの待ちを消し、対々を確定させることができる（大明槓でも対々が確定するのは同様だが、大明槓では四暗刻が消滅し門前も崩れてしまうため実戦では基本的にやるべきではない）。ただしこのような暗槓は一部の待ちを消すため、立直時にはルール違反となる。
（例）役牌との複合
とのシャンポン待ち。役牌との複合は対々和としてはよく見るパターンであるが、この場合はで和了れば役牌が2つ付いて40符4飜の満貫となる。で和了った場合はロン40符3飜、ツモ50符3飜となる。
この場合の符計算は、副底20符＋ポン4符＋暗刻4符＋ポン2符の30符は確定で、和了り方により追加される符は次のようになり、ツモの場合のみ50符となる。
ツモ - 暗刻8符＋ツモ2符＋雀頭2符
ロン - 明刻4符
ツモ - 暗刻8符＋ツモ2符
ロン - 明刻4符
（例）ロンだと30符止まりになるケース
上のとのシャンポン待ちの例は、副底20符＋ポン4符＋ポン2符＋ポン2符の28符は確定で、ツモなら中張暗刻4符＋ツモ2符が付いて34符→切り上げで40符となるが、ロンでは中張明刻の2符しか付かず30符止まりとなる。
下のの裸単騎の例は、副底20符＋中張牌ポン4組8符＋単騎2符は確定で、ツモならツモ2符が付いて32符→切り上げで40符となるが、ロンではこのまま30符止まりとなる。
この2つの例はいずれも断么九など他の役も付かないため、ドラがなければロン和了は30符2飜で子であれば2000点、これは対々和としては最低点数である。
（例）断么九との複合
とのシャンポン待ち。喰いタンが認められている場合、役は断么九と対々和が複合して3飜となるが、この例の場合、副底20符＋中張牌ポン3組6符の26符に加わる符は、ツモの場合中張暗刻4符＋ツモ2符で合計32符→切り上げで40符、ロンの場合中張明刻2符で28符→切り上げで30符となり、この28符は対々和のロン和了の切り上げ前の符としては最低符数となる。一方、対々和のツモ和了の切り上げ前の符としてはこの32符が最低符数なので、対々和をツモ和了した場合、符跳ねは確定することになる。
また、これもとのシャンポン待ちだが、このように2副露以上している断么九対々和は、槓子がない限りロンだと30符止まりとなる。
（例）槓子が入っているケース
| 三萬 · 三萬 · 二索 · 二索 |  |  |  | 八索 · 八索 · 八索 |  |  |  | 四筒 · 四筒 · 四筒 |  |  |  | 七萬 · 七萬 | 七萬 |
とのシャンポン待ちで、断么九が複合する。槓子が入っていても当然ながら対々和は成立するが、符計算の観点で見ると、この槓子が入っている対々和として最低符数となる例では、副底20符＋明槓8符＋中張牌ポン2組4符の32符は確定しており、更に和了時にツモ和了6符（中張暗刻4符＋ツモ2符）・ロン和了2符（中張明刻）が付くため、槓子が入っている対々和は最低でも40符付くことになる。
これも同じくとのシャンポン待ちで、断么九が複合し、暗槓の入っている対々和として最低符数となる例であるが、副底20符＋暗槓16符＋中張牌ポン2組4符の40符に和了時にツモ和了6符・ロン和了2符が付くため、暗槓の入っている対々和は最低でも50符付くことになる。
（例）么九牌の暗槓なしで60符に到達するケース
| 二萬 · 二萬 · 二萬 · 九筒 · 九筒 · 九筒 · 北 |  |  |  | 一索 · 一索 · 一索 |  |  |  | 發 · 發 | 發 |
単騎待ち。役は対々和＋發の3飜で、符計算は副底20符＋明槓16符＋暗刻8符＋暗刻4符＋ポン4符＋単騎2符の54符は確定で、役牌雀頭・ツモの符があろうとなかろうと么九牌の暗槓なしで60符に到達する例である。ルールによっては60符3飜を切り上げ満貫とする場合もある。
（例）1副露のケース
単騎待ち。このように1副露の対々和で単騎待ちの場合は三暗刻の複合が確定することになる。
一方、このケースではとのシャンポン待ちで、このような1副露の対々和でシャンポン待ちの場合は、ツモだと三暗刻が複合するが、ロンでは三暗刻は付かない。
（例）混一色と役牌2つとの複合で跳満となるケース
南場西家      
とのシャンポン待ち。対々和に索子の混一色と役牌の南または西と白が複合して跳満となっているケースである。このように対々和は他の役を複合させることで比較的簡単に強力な和了になる場合も多い。